# コップ座
コップ座（コップざ、Crater）は、トレミーの48星座の1つ。暗い星座で3等級以上の明るい星はない。

## 主な天体

### 恒星
以下の恒星には、国際天文学連合によって正式な固有名が定められている。
- α星：4等星。アラビア語で「（ワインを飲むための）カップ」を意味する言葉に由来するアルケス（Alkes）という固有名を持つ。
- WASP-34：10等星。国際天文学連合の100周年記念行事「IAU100 NameExoworlds」でフィリピンに命名権が与えられ、主星はAmansinaya、太陽系外惑星はHaikと命名された。
- HD 98219：8等星。国際天文学連合の100周年記念行事「IAU100 NameExoworlds」でホンジュラスに命名権が与えられ、主星はHunahpu、太陽系外惑星はIxbalanqueと命名された。

## 由来と歴史
少なくとも紀元前1100年頃のバビロニアの星図では、コップ座の星々は隣のからす座の星々と共にワタリガラス (MUL.UGA.MUSHEN) の中に組み入れられていたと思われる。イギリスの研究者ジョン・ロジャース (John H. Rogers) は、バビロニアの大要『MUL.APIN』において、コップ座やからす座と隣接するうみへび座が冥界の神Ningizzidaを表していたことに着目し、「うみへび座は冥界の門を表しており、うみへび座に隣り合うからす座とコップ座の星々は死の象徴であった」としている。からす座とコップ座、うみへび座の組み合わせはギリシアに引き継がれ、中近東から古代ギリシャや古代ローマに広がったミトラ教にも受容された。

## 神話

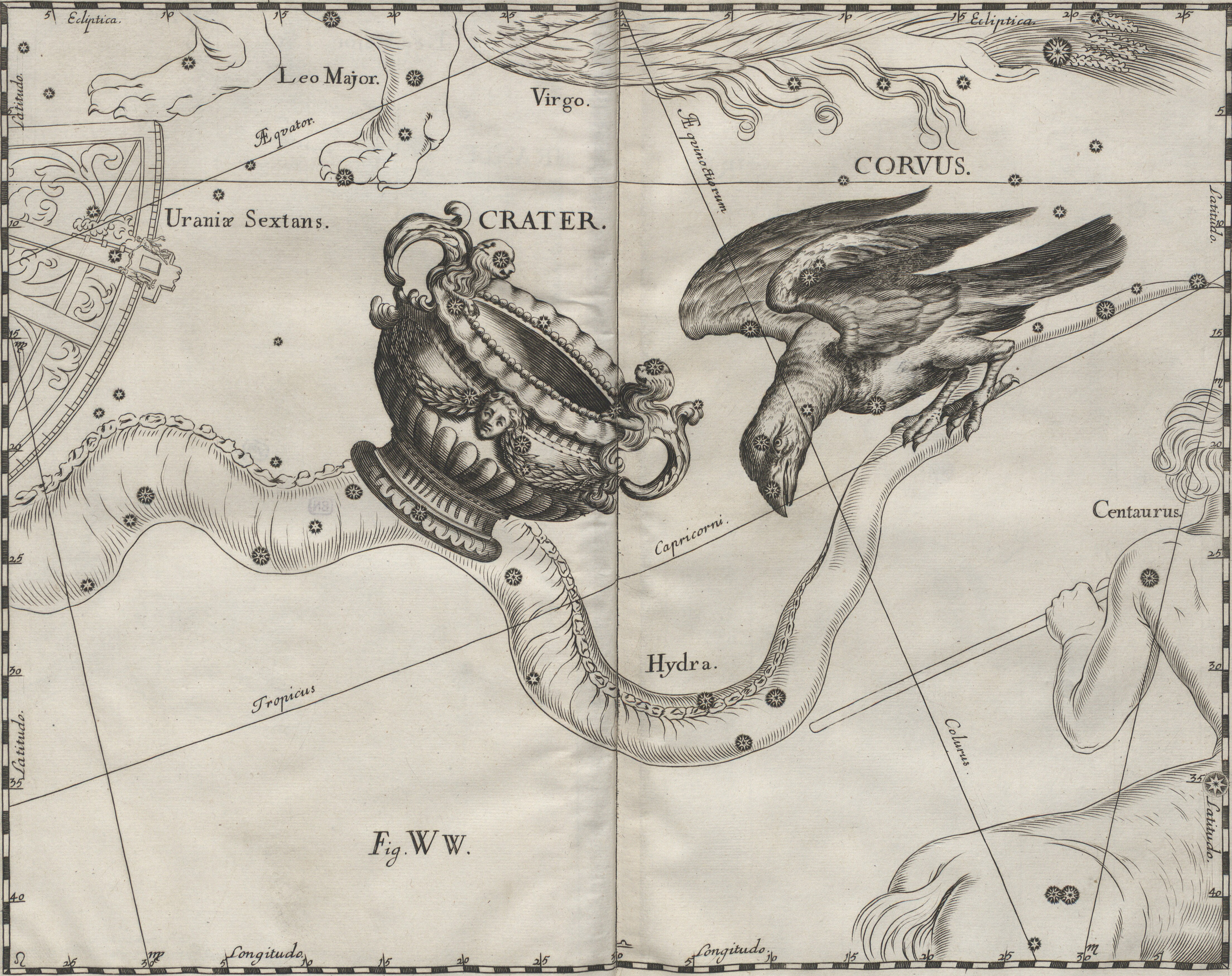
1690年に出版されたヨハネス・ヘヴェリウスの Firmamentum Sobiescianum, sive Uranographia に描かれたコップ座とからす座

紀元前3世紀のアレクサンドリアの学者エラトステネースの『カタステリスモイ (希: Καταστερισμοί) 』や帝政ローマ期初期の詩人オウィディウスの『祭暦 (羅: Fāstī) 』は、アポローンに仕えたカラスにまつわるエピソードの中でコップ座の由来について以下のような話を伝えている。ゼウスに生け贄を捧げようとしたアポローンは、配下のカラスに水を汲みに行くように命じた。カラスは水を汲みに行く途中に、まだ熟していないイチジクの実を付けた木を見つけた。数日間待って熟した実をたいらげたカラスは、アリバイ工作のため泉にいた蛇を捕まえてアポローンの下に連れていき、蛇に邪魔されて水を汲めなかったと言い逃れしようとした。しかしアポローンはその嘘を見抜き、カラスに渇きの罰を与えた。そしてアポローンはこの事件を遺すため、カラス、盃と蛇を一緒に空へ置くこととした。このエピソードでは、盃はコップ座、蛇はうみへび座となっている。
紀元前3世紀のギリシャの歴史家フィラルコス (Phylarchus) は、コップ座の起源となった盃について別のエピソードを伝えている。ケルソネソスの街エレウサは予期せぬ疫病に襲われた。統治者のデミフォンは疫病を止めるためにアポロンの神託を頼ったところ、高貴な生まれの乙女を神々の祭壇で毎年一人生け贄に捧げよとの神託を得た。デミフォンはくじ引きで乙女を選ぶとしたが、自分の娘はくじには含めず、他の娘を犠牲としていた。貴族の一人マストゥシウスはデミフォンのやり方に反対し、デミフォンの娘もくじ引きに参加させない限り自分の娘をくじ引きに参加させることはできない、と言った。怒ったデミフォンは、くじを引くことなくマストゥシウスの娘を選んで生け贄とした。マストゥシウスはその場では怒りを隠した平静を装ったが、数日後デミフォンの娘たちを罠に嵌めて殺し、その血をワインの壺に混ぜてデミフォンに飲ませた。そのことを知ったデミフォンはマストゥシウスとワイン壺を海に投げ込ませた。その後、彼が投げ込まれた海はマストゥシアンと呼ばれ、その港はCrater（ワインの壺）と呼ばれた。古代の天文学者は「悪行から利益を得ることはできない」という教訓を忘れられないよう、ワイン壺を星々の中に配した。